# Parafia św. Marii Magdaleny w Kalwie
Parafia św. Marii Magdaleny w Kalwie – parafia rzymskokatolicka w diecezji elbląskiej.
Na obszarze parafii leżą miejscowości: Kalwa, Dziewięć Włók, Gintro, Jodłówka, Jurkowice, Łabuń, Szropy i Zielonki. Tereny te znajdują się w gminie Stary Targ, w powiecie sztumskim, w województwie pomorskim.
Parafia została erygowana około roku 1280. Kościół w Kalwie został wybudowany w latach 1310–1320, konsekrowany w 1403. Kościół filialny w Szropach wybudowano w latach 1820–1821.